# Rania
Rania fou un antic estat tributari protegit dins el govern del Panjab, a la moderna Haryana. La capital era Rania (ciutat).
Estava governat pels nawabs bhalti de Rania que es van revoltar el 1857; el darrer nawab fou derrotat i fet presoner, sent executat el 1858 i l'estat confiscat i annexionat pels britànics.